# Sankt Mikaels kyrkoruin, Visby

S:t Mikael var en kyrkobyggnad i Visby i Visby stift. 

## Kyrkobyggnaden
Kyrkan byggdes omkring 1240-1250 och var församlingskyrka åt gotlänningarna (och senare även tyskarna) som bodde i den då inrättade klintförsamlingen. Nära kyrkan, invid reparebanan, låg staden Visbys stora stadsbordell, och därför kallades kyrkan även för ”horkyrkan”, eller ”skökornas kyrka” som Jöran Wallin på 1700-talet försiktigare uttrycker det. I och med stridigheter vid Visborgs slott 1448 skadades kyrkan, men den restaurerades och var i bruk fram till reformationen. 

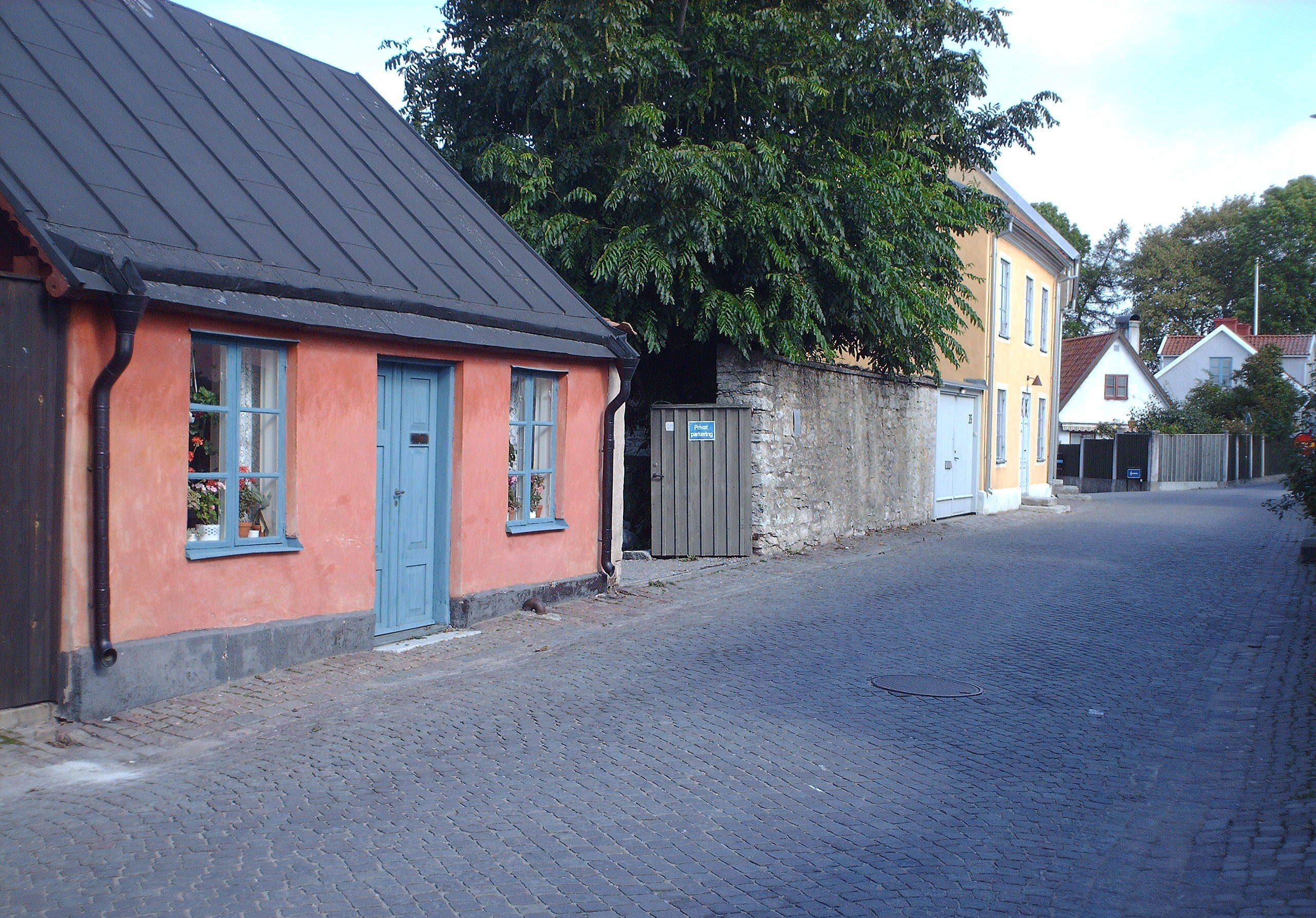
Södra murgatan där kyrkan stod.

Kyrkan revs helt på 1700-talet och idag finns inga synliga rester av byggnaden ovan jord. Vid arkeologiska utgrävningar på 1960-talet konstaterades att kyrkan varit 23 meter lång och treskeppig, med fyra pelare som bar upp valven i ett långhus som var dubbelt så brett som sidoskeppen. 
Den siste kyrkvärden var Sven Skrädder 1531.